# 플레수어군
플레수어군(독일어: Region Plessur)은 스위스 그라우뷘덴주의 11개 행정 구역 중 하나이다. 면적은 285.30k㎡이고, 인구는 42,822명(2020년 12월 31일 기준)이다. 2017년 1월 1일에 주 개편의 일환으로 만들어졌다.

## 지자체
| 쿠어          | 35,038 | 54.33  |
| 쿠어발덴      | 2,012  | 48.53  |
| 아로자        | 3,185  | 154.79 |
| 취어첸-프라덴 | 318    | 27.74  |

## 합병
- 2020년 1월 1일 말라더스(Maladers)의 이전 지자체가 쿠어로 합병되었다.
- 2021년 1월 1일에 할덴슈타인의 이전 지자체가 쿠어로 합병되었다.[5]